# WASP-28 b
WASP-28 b — внесолнечная планета, открытая в рамках проекта SuperWASP и обращающаяся вокруг звезды WASP-28, обладающей видимой звёздной величиной 12 и известной также как 1SWASP J233427.87-013448.1 и 2MASS J23342787-0134482. Поскольку планета обращается на очень близкой к звезде орбите, то представляет собой горячий юпитер, получающий большое количество излучения звезды. При наблюдении с Земли WASP-28 b проходит по диску звезды с периодом 3,41 дня, прохождение длится 3 часа.
Планета наблюдалась телескопом Кеплер в ходе миссии K2 в феврале 2014 года. Также планета наблюдалась с декабря 2016 года до марта 2017 года в течение кампании K2 12, которая позволила улучшить параметры системы.

## Внутренняя структура
Считается, что планета является газовым гигантом с маленькой массой ядра (<~10MЗемли) и малым содержанием тяжёлых элементов (Z<~0,2).